# New London (Texas)
New London es una ciudad ubicada en el condado de Rusk en el estado estadounidense de Texas. En el Censo de 2020 tenía una población de 958 habitantes y una densidad poblacional de 42,92 personas por km².

## Geografía
New London se encuentra ubicada en las coordenadas 32°16′10″N 94°55′47″O / 32.26944, -94.92972. Según la Oficina del Censo de los Estados Unidos, New London tiene una superficie total de 22.32 km², de la cual 22.28 km² corresponden a tierra firme y (0.15%) 0.03 km² es agua.

## Demografía
Según el censo de 2010, había 998 personas residiendo en New London. La densidad de población era de 44,72 hab./km². De los 998 habitantes, New London estaba compuesto por el 87.07% blancos, el 6.51% eran afroamericanos, el 0.3% eran amerindios, el 0.1% eran asiáticos, el 0% eran isleños del Pacífico, el 3.71% eran de otras razas y el 2.3% pertenecían a dos o más razas. Del total de la población el 7.31% eran hispanos o latinos de cualquier raza.